# エクベルト2世 (マイセン辺境伯)
エクベルト2世（Ekbert II. von Meißen, 1059/61年 - 1090年7月3日）は、ブルノン家一門のマイセン辺境伯（在位：1068年 – 1089年）、テューリンゲン辺境伯（在位：同）、フリースラント辺境伯。エクベルト1世とイルムガルト・フォン・トリノの子。

## 生涯
父からブラウンシュヴァイク周辺のブルノン家の世襲領地、フリースラント伯位、テューリンゲン辺境伯位及びマイセン辺境伯位を受け継いだ。マイセン＝オーラミュンデ辺境伯オットーの娘オーダと結婚しており、オーダは1067年に父が亡くなると辺境伯領を相続していた。この結婚で子供は産まれなかったと推測されている。
神聖ローマ皇帝ハインリヒ4世が1076年にマイセン辺境伯領をボヘミア公ヴラチスラフ2世に授与したことに反発、皇帝の反対派に与した。その後わずかに和解した時期もあったが、1085年にハインリヒ4世と新たな闘争に入っている。1088年9月28日に、対立王ザルム伯ヘルマンがコヒェムで倒れた後、ザクセンの反皇帝派の頭目として登場した。しかし同年に追放され、1090年に逃走中のところを殺害された。エクベルト2世の死をもってブルノン家は断絶した。
父と共にブラウンシュヴァイクのキリアクス修道院の創設者であり、死後はそこに埋葬された。
マイセン辺境伯位は、義弟で妹ゲルトルートの夫にあたるヴェッティン家のアイレンブルク伯ハインリヒ1世に受け継がれた。ゲルトルートを介して、ブラウンシュヴァイク周辺のブルノン家の所領は、最終的に皇帝ロタール3世にもたらされた。